# Receptor androgènic
El receptor androgènic (també anomenat NR3C4) és un receptor intracel·lular, en general en el citoplasma, de la subfamília 3, grup C, membre 4 que resulta activat amb la unió de qualsevol de les hormones adrogèniques testosterona o dihidrotestosterona. La funció principal del receptor d'andrògens és el d'unir-se als factors de transcripció que regulen l'expressió genètica de diverses proteïnes. No obstant això, els receptors androgènics tenen funcions addicionals que són independents de la unió a l'ADN. Aquest és un receptor amb similituds estructurals al receptor mineralocorticoide, receptor de la progesterona, i altres. Les progestines a dosis elevades són capaces de bloquejar l'acció del receptor androgènic.